# Tara Reid
Tara Donna Reid  (Wyckoff, 8 de novembro de 1975) é uma atriz americana. Tornou-se conhecida ao interpretar Vicky na série de filmes American Pie, American Pie 2 e American Pie: O Reencontro.  

## Biografia
Reid nasceu e cresceu em Wyckoff, Nova Jersey, filha de Donna e Tom Reid, ambos eram professores e donos de creche de descendência católica irlandesa.  Seu pai também trabalhou em Wall Street. Frequentou a Escola Católica Primária St. Elizabeth, Dwight D. Eisenhower, Rampao High School, John F. Kennedy High School em Granada Hills e se graduou na Academia Barnstable, uma escola secundária. Também frequentou a Professional Children's School, em Manhattan junto com os atores Christina Ricci, Jerry O'Connell, Sarah Michelle Gellar e Macaulay Culkin.  Reid tem irmãos gêmeos chamados Collen e Patrick e outro irmão, Tom. 

## Filmografia
- A Return to Salem's Lot (1987)
- The Big Lebowski (1998)
- Girl (1998)
- I Woke Up Early the Day I Died (1998)
- Urban Legend (1998)
- Around the Fire (1999)
- American Pie (1999)
- Cruel Intentions (1999)
- Body Shots (1999)
- Dr. T e as Mulheres (2000)
- Just Visiting (2001)
- Josie and the Pussycats (2001)
- American Pie 2 (2001)
- National Lampoon's Van Wilder (2002)
- Devil's Pond (2003)
- My Boss's Daughter (2003)
- Knots (2004)
- Incubus (2005)
- Alone in the Dark (2005)
- The Crow: Wicked Prayer (2005)
- Silent Prayer (2005)
- If I Had Known I Was a Genius (2006)
- Unnatural Causes (2007)
- Senior Skip Day (2007)
- Land of Canaan (2007)
- American Pie: O Reencontro  (2012)
- Sharknado (2013)
- Se Beber, Não Entre no Jogo (2014)
- Sharknado: One Second (2014)